# Dipteris
Dipteris is een geslacht van acht soorten varens uit de familie Dipteridaceae.
Het zijn varens van tropische streken te vinden van India, Zuid-China en de Riukiu-eilanden tot in Queensland (Australië) en Fiji, die te vinden zijn op beschaduwde plaatsen op de grond of op rotsen.

## Naamgeving en etymologie
- Synoniem: Phymatodes C. Presl (1836)

De botanische naam Dipteris is een samenstelling van Oudgrieks δίς, dis (tweemaal) en πτερίς, pteris (varen), naar de tweelobbige bladen.

## Kenmerken

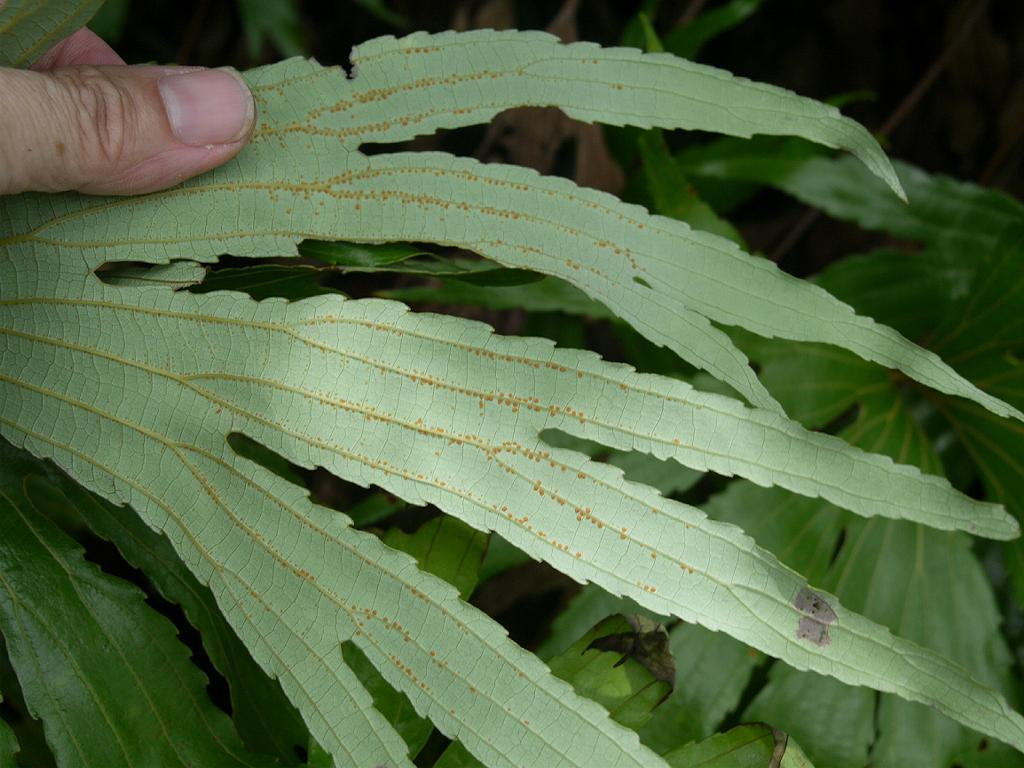
Dipteris conjugata, detail sporenhoopjes

Dipteris-soorten zijn terrestrische of lithofytische varens met een stevige, kruipende, donker behaarde rizoom die verscheidene lange, slanke bladstelen dragen. De bladen zijn tweelobbig, beide lobben op hun beurt handspletig. De nerven vertakken zich herhaaldelijk dichotoom, de kleinere nerven vormen een opvallend rechthoekig netwerk.
De sporenhoopjes zitten in twee rijen langs de hoofdnerven aan de onderzijde van de bladen en bezitten geen dekvliesje.

## Soortenlijst
Het geslacht telt acht soorten:
- Dipteris chinensis Christ (1904)
- Dipteris conjugata Reinw. (1824)
- Dipteris lobbiana (Hook.) Moore (1857)
- Dipteris nieuwenhuisii Christ (1905)
- Dipteris novoguineensis Posthumus (1928)
- Dipteris papilioniformis Kjellberg (1933)
- Dipteris quinquefurcata (Bak.) Christ (1897)
- Dipteris wallichii (R.Br.) Moore (1857)

Geslacht: Cheiropleuria

Soorten: C. bicuspis · C. integrifolia · C. parva · C. tricuspe · C. vespertilio

Geslacht: Dictyophyllum †

Soorten: D. acutilobum · D. bremerense · D. davidii · D. irregularis · D. nilssonii · D. rugosum · D. shirleyi

Geslacht: Dipteris

Soorten: D. chinensis · D. conjugata · D. lobbiana · D. nieuwenhuisii · D. novoguineensis · D. papilioniformis · D. quinquefurcata · D. wallichii 

Geslacht: Hausmannia †

Soorten: H. bipartita · H. buchii · H. crenata · H. deferrariisii · H. dentata · H. dichotoma · H. fisheri · H. forchhammeri · H. indica · H. kohlmannii · H. montanensis · H. morinii · H. papilio · H. rigida · H. sinensis · H. ussuriensis